# Association of British Scrabble Players
Pour les articles homonymes, voir ABSP.
L'Association of British Scrabble Players (en français : Association des joueurs de Scrabble britanniques) est une association qui réunit les joueurs de Scrabble en Grande-Bretagne. L'association organise des tournois de Scrabble classique en Angleterre, en Écosse et au Pays de Galles. Les tournois sont ouverts aux non-liceniciés mais ceux-ci doivent payer des frais supplémentaires. L'association a à peu près 800 membres, mais il y a plus de 1000 joueurs classés parce qu'il y a des non-licenciés dans le classement. Les buts de l'association sont de promouvoir le Scrabble au Royaume-Uni, organiser des tournois, établir un classement national et organiser une sélection pour le Championnat du monde de Scrabble anglophone qui a lieu tous les deux ans. Le président actuel est Terry Kirk.
Aux championnats du monde, la Grande-Bretagne est représentée par les 3 pays qui en font partie, l'Angleterre, l'Écosse et le Pays de Galles. Chacun de ces pays reçoit des places en fonction de la taille du pays, l'Angleterre étant beaucoup plus grande que les deux autres. Les joueurs doivent disputer un nombre minimum de parties chaque année pour se qualifier pour le championnat du monde. Le seul joueur britannique à avoir remporté le championnat du monde anglophone est Mark Nyman de Leeds (Angleterre).

## Palmarès du championnat national
Avant 1989, le championnat de la Grande-Bretagne était organisé par une autre fédération qui n'existe plus. Les vainqueurs du championnat sont :
| - 1989 : Russell Byers - 1990 : Philip Nelkon - 1991 : Phil Appleby - 1992 : Philip Nelkon - 1993 : Allan Saldanha - 1994 : Mike Willis - 1995 : aucun titre décerné - 1996 : Andrew Fisher - 1997 : Andrew Cook - 1998 : Mark Nyman |  | - 1999 : Evan Simpson - 2000 : Brett Smitheram - 2001 : Mark Nyman - 2002 : Mark Nyman - 2003 : Harshan Lamabadusuriya - 2004 : Mark Nyman - 2005 : Wale Fashina - 2006 : Jake Jacobs - 2007 : Paul Allan - 2008 : Allan Simmons |